# Под ключ
Под ключ (англ. Turnkey) — вид проекта или работ, подразумевающий полную готовность к эксплуатации. Является полной противоположностью производства на заказ, когда некий товар или услуга производится для соответствия ожиданиям заказчика, или же незавершённый товар или услуга продаётся с ожиданием, что эти продукты будут доделаны заказчиком. В русскоязычном пространстве термин обычно используется в контексте выполнения строительных работ.
Проект или договор под ключ был описан Данканом Уоллесом в 1984 году как:
… договор, где основной проект исходит от подрядчика, а не от владельца, таким образом юридическая отвественноть за проектирование, пригодность и выполнение работ после завершения будет … возложена на подрядчика …. 'Под ключ' рассматривается просто как обозначение ответственности за проектирование как подрядчика.

## Основное использование
Под ключ в первую очередь означает некий товар или услугу, полностью готовую к продаже. Термин ссылается на тот факт, что заказчику при получении требуется «вставить ключ зажигания», чтобы это выполняло свою функцию, или что ключ нужно просто передать клиенту.

## Специализированное использование
В бурении термин означает соглашение, в котором подрядчик должен полностью завершить скважину до определенного этапа, чтобы получить какую-либо оплату (в обмен на большую компенсацию по завершении).